# المقاصد الحسنة في الأحاديث المشتهرة على الألسنة
المقاصد الحسنة في الأحاديث المشتهرة على الألسنة هو كتاب من كتب الحديث، يجمع الأحاديث المشتهرة على السنة العامة من الناس، تبلغ عدد أحاديثه 1356 حديثـا، ألفه الحافظ شمس الدين السخاوي (831-902)، عني مؤلف الكتاب بفن الصناعة الحديثية، فأتى بفوائد ليست في غيره، مع الدقة والإتقان، فشفى وكفى في بيان حال الأحاديث، ومن مصطلحاته في هذا الكتاب قوله في الحديث: «لا أصل له» أي ليس له سند، وليس هذا في كتاب من كتب الحديث، وقوله: «لا أعرفه» فيما عرض له التوقف خشية أن يكون له أصل لم يقف عليه، وهاتان العبارتان من المحدث الحافظ من علامات الوضع.

## منهج الكتاب
- اهتمّ السخاوي بذكر ما في الباب من الأحاديث.
- كما اهتمّ بذكر شواهد الحديث.
- حرص كثيراً على بيان المكان الذي خرَّج فيه الحديث بالنّسبة للكتب.
- كما اهتمّ عند ذكر من خرَّج الحديث بذكر الإسناد، ومواضع الالتقاء والافتراق فيه.
- اهتمّ بذكر ألفاظ الأحاديث، ومن خرَّج كل لفظ.
- أظهر اهتمامه أيضاً فيما إذا لم يجد الحديث مروياً، أن يأتي بما يدلّ على له من القرآن أو القصص والأمثال والأشعار ونحوها.[2]